# أماغاساكي (هيوغو)
مدينة أماغاساكي (بالإنجليزية: Amagasaki) هي أحد المدن التابعة لمحافظة هيوغو. تأسست رسميًا في 01/04/1916. ويقدر عدد سكانها بـ 461202 نسمة حسب تقدير مكتب الإحصاء الياباني لعام 2012. تبلغ مساحة أماغاساكي 49.77 كم2. بكثافة سكانية تبلغ 9267 نسمة/كم2.

## توأمة
لأماغاساكي (هيوغو) اتفاقيات توأمة مع:
- آوغسبورغ (1959 - )

## أعلام
- كاموي كوباياشي
- دايسوكي أوكو
- زينزو شيميزو
- ريتسو دوان
- ماساهيكو كاتسويا